# جرامي التقبيل

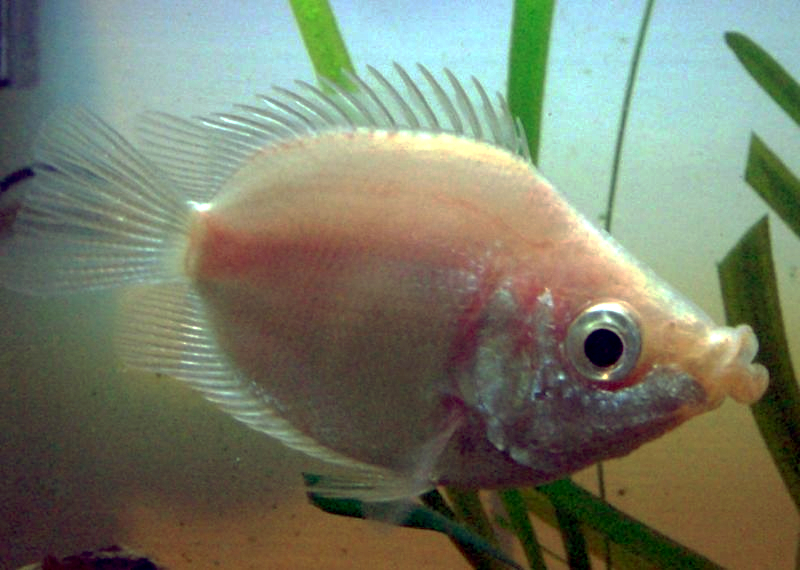
جرامي التقبيل.

جرامي التقبيل (الاسم العلمي: Helostoma temminckii)، ينتمي لفصيلة بيلونتيدي Belontiidae، يتواجد هذا السمك في أنهار الشرق الأقصى الاستوائي بورناي وسيام والصين، ويتوافر بلونين الزهري والرمادي ومن الممكن اللون الاخصر أيضا.
سمكة مشهورة بسبب حركة فمها التي تشبة التقبيل لذا اخذت هذا الاسم، سمكة جماعية اليفة ولكن عندما تكبر يجب حفظها مع سمك من نفس حجمها. يبدو هذا السمك كما انهم يتبادلون القبلات مع بعضهم البعض، ويعتقد بأنه شكل من أشكال إبراز مكانة معينة من القوة أو المنزلة. وتستعمل شفاههم لقشط الطحالب من سطح الصخور أو من زجاج حوض السمك.
سمكة كبيرة نسبيا وتتطلب حوض كبير، في بيئتهم الاصلية يمكن أن تحصل إلى ما يقارب 30 سنتيمتر (12 بوصة)، وفي الاسر يصلوا عادة من 12 إلى 15 سنتيمتر (5 - 6 بوصات) فقط.
مثل أكثر أسماك هذه العائلة، الجرامي الذهبي يبني عشه أو فقاعته وتطفو على سطح الماء. البيض بالإضافة إلى صغار السمك يكونون أخف وزنا من الماء فيطوف على السطح.